# Skarszyn (województwo mazowieckie)
Skarszyn – wieś sołecka w Polsce położona w województwie mazowieckim, w powiecie płońskim, w gminie Naruszewo.
W 2008 roku z inicjatywy sołtysa wsi powstało Koło Emerytów Rencistów i Inwalidów (PZERiI). Siedzibą organizacji jest wiejska świetlica. 1 lutego 2008 miejscowość odwiedził marszałek województwa mazowieckiego Adam Struzik. Spotkał się on z przedstawicielami organów samorządowych oraz mieszkańcami.
W latach 1975–1998 miejscowość położona była w województwie ciechanowskim.